# Pauzaniasz (wódz spartański)

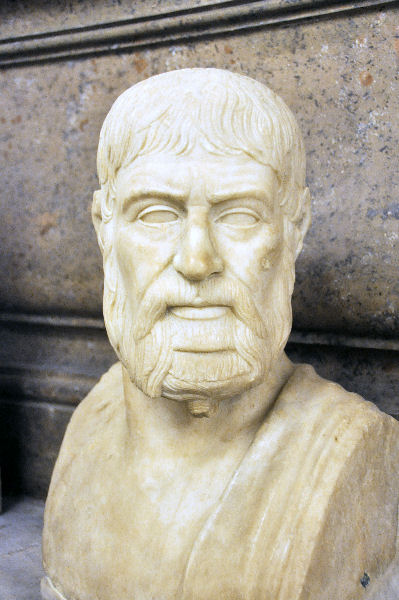
Popiersie Pauzaniasza w jednym z muzeów Kapitolińskich w Rzymie.

Pauzaniasz – wódz spartański z przełomu VI i V w. p.n.e. Jego ojciec Kleombrotos, brat króla Leonidasa, który zginął pod Termopilami w 480 p.n.e., sprawował regencję w imieniu małoletniego Plejstarchosa, syna Leonidasa. Kiedy Kleombrotos zmarł zimą 480/479 p.n.e. Pauzaniasz został regentem swojego kuzyna.
W okresie wojen perskich dowodził częścią wojsk Związku Helleńskiego, któremu przewodniczyła Sparta. Był dowódcą armii greckiej w zwycięskiej dla niej bitwie z wojskami perskimi stoczonej pod Platejami w 479 p.n.e. Później ruszył na jej czele na sprzymierzone z Persami Teby i wymusił na polis wydanie pro-perskich polityków, których stracono w Koryncie.
W 478 p.n.e. otrzymał dowództwo 20 peloponeskich okrętów, które razem z 30 ateńskimi i pewną liczbą sprzymierzonych popłynęły na Cypr, by wydrzeć wyspę spod perskiego panowania. Później jego flota skierowała się na północ, przepłynęła Hellespont i zajęła Byzantion. Tam Pauzaniasz stał się niepopularny wśród Greków, którymi dowodził. Tukidydes pisze, że przyjął perskie zwyczaje, stał się arogancki, a także nawiązał potajemne kontakty z Kserksesem, perskim królem, oferując nawet poślubienie jego córki. Trudno powiedzieć na ile te zarzuty są prawdziwe, być może były rozpowszechniane przez Ateńczyków, chcących pozbyć się spartańskiego dowództwa. Niemniej skargi dotarły do Sparty, Pauzaniasz został odwołany do domu, gdzie był sądzony. Uniewinniono go od zarzutu medyzmu (współpracy z Persami), ale został skazany za mniej ważne przewinienia. Na jego miejsce wysłano nowego dowódcę, ale Ateńczycy zdążyli już przejąć dowództwo w wojnie z Persami. W takiej sytuacji Sparta wycofała się z dalszych walk.
Jak dalej relacjonuje Tukidydes, Pauzaniasz, zwolennik dalszego uczestnictwa Sparty w wojnie, udał się jako osoba prywatna do Byzantionu, rzekomo by walczyć z Persami, ale na nowo podjął pertraktacje z królem perskim. Ateńczycy zmusili go do opuszczenia miasta, więc udał się do Kolony w Azji Mniejszej, gdzie dotarł do niego posłaniec ze Sparty z rozkazem powrotu. Pauzaniasz usłuchał. W Sparcie początkowo został uwięziony, ale kiedy zgodził się na proces, został uwolniony. Mimo tego traktowany był przez Spartan z nieufnością, oskarżano go o przygotowywanie buntu helotów. Miał też pozostawać w kontakcie z perskim satrapą Artabazosem, a jeden z listów do niego, przechwycony przez spartańskich eforów, stał się podstawą do kolejnego oskarżenia. Pauzaniasz, ostrzeżony przez jednego z eforów, schronił się w sanktuarium Ateny, gdzie został odizolowany i zagłodzony. Tuż przed śmiercią głodową, został wyniesiony na zewnątrz by nie zanieczyścić przybytku. Nie wiadomo na ile informacje Tukidydesa są rzetelne, możliwe, że zarzuty dotyczące Pauzaniasza są późniejszym wytworem, choć część z nich brzmi prawdopodobnie. Na pewno odznaczał się zbyt dużym indywidualizmem, co nie było dobrze widziane w spartańskim społeczeństwie i mogło być jedną z głównych przyczyn upadku Pauzaniasza.